# Federico Casarin
Federico Casarin (Venezia, 22 settembre 1966) è un ex cestista e dirigente sportivo italiano, dal 30 giugno 2015, presidente della Reyer Venezia Mestre e dal 9 febbraio 2024 vice presidente vicario della Federazione Italiana Pallacanestro.

## Carriera

### Giocatore
Cresce cestisticamente nelle giovanili del Lebole Mestre con cui disputa tre stagioni esordendo sedicenne in Serie A1 nel campionato 1982-83. Nel 1985 è passato alla Benetton Treviso con cui nella stagione 1986-87 ottiene la promozione in Serie A1. Dopo tre stagioni a Treviso ha giocato un anno a Roma, uno a Desio ed uno ad Avellino. 
Successivamente dal 1991 al 1996 gioca al Banco Sardegna Sassari dove realizza 1923 punti in 182 presenze con un "high" di 39 punti e 46 di valutazione contro la Breeze Milano, nella stagione 1991-92, dove in 40 partite segna 622 punti con una media di 15,6 a partita. 
Nel 1996-97 passa a Bergamo in B1, poi nel 1997-98 al Petrarca Padova, successivamente a Vicenza nel 1998-99, dove vince la Serie B d'Eccellenza. In seguito torna a Mestre con i Bears nel 1999-2000, quindi a Riva del Garda nel 2000-01, poi a Lumezzane dal 2001 al 2003, nella stagione 2001-02 conquista la promozione in Serie B d'Eccellenza, e infine dal 2004 al 2020 a Mirano in serie C.

### Dirigente
Già direttore sportivo della Reyer Venezia Mestre, il 30 giugno 2015, dopo la nomina a sindaco del proprietario della Reyer Venezia Mestre Luigi Brugnaro, viene nominato presidente e nel 2017 vince lo scudetto.
Inizia con i Bears Mestre come Direttore Sportivo nel 2003-04 per un triennio, poi dal 2006 al 2015 è prima il Direttore Sportivo e poi il General Manager dell'Umana Reyer Venezia, dal 2015 ad oggi è il presidente della medesima società a cui appartengono le prime squadre femminile e maschile.
Riconoscimenti e titoli
In campo maschile vince 2 scudetti (2016-17 e 2018-19), una Coppa Italia (2019-20), una FIBA Europe Cup nel 2017-18 e una Final Four di Basketball Champions League nel 2016-17. 
In campo femminile vince 2 scudetti nel 2020-21 e nel 2023-24 una Coppa Italia nel 2007-08 e due Supercoppe sempre nel 2008 e nel 2020. 
Vince 25 scudetti con le squadre giovanili maschili e femminili. 
Nel 2011-12 e 2017-18 viene nominato miglior dirigente della LegaBasket Serie A. Nel 2023-24 vince l'Oscar come miglior dirigente della Lega Basket Femminile. È l'unico dirigente nella storia della pallacanestro italiana ad aver vinto questo premio in ambito maschile e femminile. 
Nel 2018 riceve il Premio Reverberi "Oscar del Basket", nel 2019 riceve il Premio "Marketing Award" della Legabasket Serie A, nel 2020 gli viene conferita la Stella d'Oro al Merito Sportivo dal CONI e riceve il “Leone d'oro” di Venezia Premio speciale per i “Meriti Sportivi”, nel 2017-18 e 2018-19 è membro del Club Council della Basketball Champions League.
Nel 2020 viene eletto Vice Presidente della Federazione Italiana Pallacanestro e nel febbraio 2024 diventa Vice Presidente Vicario FIP.